# Associazione di Castore
L'Associazione di Castore è un'associazione stellare, ossia un insieme di stelle con velocità comuni nello spazio e un'origine comune. Essa conta 60-70 membri. Le stelle più brillanti che sono state identificate come parte di questo gruppo sono Castore (da cui il nome), Fomalhaut, Vega, Alderamin (α Cephei) e Zubenelgenubi (α Librae). L'età stimata dell'associazione è di 200±100 milioni di anni.

## Scoperta e costituenti
L'esistenza di questa associazione fu inizialmente proposta da J.P. Anosova e V.V. Orlov, nel 1990; Questi studiosi indicarono come parte del gruppo 15 stelle. In studi successivi, i membri salirono a 60-70. L'apice dell'associazione, cioè l'intersezione fra la direzione del suo vettore velocità e la sfera celeste è RA = 5h 17m 19s, D = -15,06° o RA = 5h 18m 12s, D = -17,39°, corrispondente a un punto della costellazione della Lepre. La velocità rispetto al sistema di riposo locale è 20,3 km/s. L'associazione di Castore occupa una zona della galassia che si sovrappone in parte a quella occupata dall'associazione dell'Orsa Maggiore, ma le due associazioni hanno vettori di velocità diversi, è probabile che si siano originate in due regioni diverse della galassia e divergeranno in futuro.

### Membri proposti
- 14 Leporis
- Alderamin
- Zubenelgenubi (α Librae)
- Castore
- Fomalhaut
- Gliese 226.2
- Gliese 255
- Gliese 351
- Gliese 521.2
- Gliese 755
- Gliese 879
- κ Phoenicis
- Vega

## Controversie sull'esistenza dell'associazione
Ci sono discussioni circa lo statuto dell'associazione di Castore. Non è chiaro se si tratti di un gruppo di stelle aventi una comune origine fisica o di un gruppo di stelle di età e composizione fisica eterogenee che si trova ad avere velocità relativamente simili nello spazio (una "corrente dinamica", per esempio). Mamajek et al. (2013), in un articolo dedicato alla scoperta di Fomalhaut C, sostengono che le differenze di velocità dei membri più famosi dell'associazione (Fomalhaut, Vega, Castore) e di altri membri presunti, come la nana bruna LP 944-020, sono talmente grandi (tipicamente ~5–10 km/s) che in 10 milioni di anni avrebbero dovuto già disperdersi in un volume di 100 pc. Essendo la presunta età dell'associazione ~200 milioni di anni, essa avrebbe dovuto disperdersi completamente. La densità del gruppo è molto bassa e quindi le componenti non sono fra loro legate gravitazionalmente e le discrepanze di velocità non possono essere attribuite alle interazioni dinamiche fra i membri del gruppo. Di conseguenza è molto improbabile che Fomalhaut, Vega, Castore e LP 944-020 abbiano avuto una origine comune.